# Sergio Plumari
Sergio Plumari (Garbagnate Milanese, 20 gennaio 1986) è un ex cestista italiano.

## Carriera
Ala di 200 centimetri, inizia nelle giovanili dell'Ardor Bollate ma si trasferisce presto all'Olimpia Milano, dove disputa alcune stagioni nelle giovanili e viene aggregato alla prima squadra del club meneghino dal 2005. In tutto è andato a referto in 54 partite di Serie A tra campionato e playoff, scendendo però in campo solo in una parte di esse.
Nel 2007 firma un biennale in Legadue con la Juvecaserta, invece nella stagione successiva passa al Veroli Basket con un altro contratto di due anni.
Terminata la parentesi in Ciociaria, nel dicembre 2010 Plumari scende in terza serie ad Ostuni, ma un mese più tardi il giocatore si trasferisce al Massafra, mentre un anno più tardi inizia la stagione a Latina ma dopo un breve periodo le due parti optano per una rescissione consensuale.
Dall'estate 2012 fa parte del Milanotre Basket Basiglio, formazione impegnata in Divisione Nazionale C.

## Palmarès
- Coppa Italia di Legadue: 2
 Veroli Basket: 2009, 2010